# Fotoerosió
La fotoerosió és la dispersió de les capes externes d'un nucli preestel·lar per radiació ionitzant d'un estel proper, evitant així que aquestes capes s'acreixin en un protoestel en el centre del nucli, reduint així la massa de l'objecte en desenvolupament en comptes de formar un estel, podria formar un nan marró de flotació lliure o un objecte de massa planetària.